# Liste der Baudenkmäler in Wasserlosen
Auf dieser Seite sind die Baudenkmäler in der unterfränkischen Gemeinde Wasserlosen zusammengestellt. Diese Tabelle ist eine Teilliste der Liste der Baudenkmäler in Bayern. Grundlage ist die Bayerische Denkmalliste, die auf Basis des Bayerischen Denkmalschutzgesetzes vom 1. Oktober 1973 erstmals erstellt wurde und seither durch das Bayerische Landesamt für Denkmalpflege geführt wird. Die folgenden Angaben ersetzen nicht die rechtsverbindliche Auskunft der Denkmalschutzbehörde.

## Baudenkmäler nach Gemeindeteilen

### Wasserlosen
| Lage                                      | Objekt                                                 | Beschreibung | Akten-Nr.      | Bild           |
| ----------------------------------------- | ------------------------------------------------------ | --- | -------------- | -------------- |
| Am Weiher; Am Weiher 24 (Standort)        | Prozessionsaltar                                       | Sockel mit von Säulchen getragenem Baldachin, Retabelrelief, figürliche Bekrönung, 1755 | D-6-78-192-2   | BW             |
| Bei der Kärnerstraße (Standort)           | Bildstock                                              | Mit kielbogigem Aufsatz mit Steinkreuzbekrönung, Wappen des Fürstbischofs Julius Echter, flache Reliefs von Kreuzigung, Petrus, Adam und Eva, Stifter, auf Vierkantpfeiler, bez. 1608                                | D-6-78-192-109 | weitere Bilder |
| In Wasserlosen ()                         | Bildstock                                              | Auf rechteckigem Pfeiler Gehäuse mit Kreuzigung und Heiligen, gotisierend, bezeichnet „1581“ nicht nachqualifiziert, im Bayerischen Denkmal-Atlas nicht kartiert                                                     | D-6-78-192-3   |                |
| Friedhofstraße 16; im Friedhof (Standort) | Kreuzwegstationen                                      | Gusseiserne Bildaufsätze mit Reliefdarstellungen auf kannelierten Säulchen, neugotisch, Ende 19. Jahrhundert | D-6-78-192-4   | BW             |
| Friedhofstraße 18 (Standort)              | Bildstock                                              | mit Kielbogenaufsatz mit Steinkreuzbekrönung, Reliefs der Kreuzigung mit Assistenzfiguren, Petrus und Andreas, auf Vierkantpfeiler mit Wappen des Fürstbischofs Julius Echter von Mespelbrunn über Sockel, bez. 1610 | D-6-78-192-111 | weitere Bilder |
| Kirchgasse 2 (Standort)                   | Katholische Kuratiekirche St. Simon und Judas Thaddäus | Chorturmkirche, Turm 1602, Langhaus von 1808, Erweiterungsbau 1921; mit Ausstattung | D-6-78-192-1   | weitere Bilder |

### Brebersdorf
| Lage                             | Objekt                                        | Beschreibung | Akten-Nr.      | Bild           |
| -------------------------------- | --------------------------------------------- | --- | -------------- | -------------- |
| Fichtenweg (Standort)            | Bildhäuschen                                  | Sockel mit Inschrift und rundbogiger Bildnische, darin Marienfigur, Sandstein, bezeichnet „1757“ | D-6-78-192-117 | weitere Bilder |
| Fichtenweg 12 (Standort)         | Bildstock                                     | Tischsockel mit rundem Schaft und ionisierendem Kapitell, reich dekorierter Aufsatz mit Heiliger Familie und Pietà, bezeichnet „1733“, Inschrift auf Sockel: „Gelobt sei Jesus Christus / Gott zu ehren hat dieses Marterbilt / Hierher gestiftet der Ehrsame Andreas / Bätz, seeliger Schultheiß allhier u. / von Abolonia dessen Hausfrau auf / gestelt worden 1733“ | D-6-78-192-11  | weitere Bilder |
| In Brebersdorf (Standort)        | Wegkreuz                                      | Sockel mit Inschriftenmedaillon auf der Schauseite, bezeichnet „1802“ | D-6-78-192-9   | weitere Bilder |
| Schweinfurter Weg (Standort)     | Kruzifix                                      | Auf Sockel mit Inschriftenkartusche, um 1800 | D-6-78-192-8   | weitere Bilder |
| Sankt-Peter-Straße 21 (Standort) | Pfarrhof, Pfarrhaus                           | Zweigeschossiger Walmdachbau über hohem Sockelgeschoss, mit Fachwerkobergeschoss, 1609 | D-6-78-192-7   | weitere Bilder |
| Sankt-Peter-Straße 21 (Standort) | Pfarrhof, Scheune                             | Bruchsteinbau mit Satteldach | D-6-78-192-7   | weitere Bilder |
| Sankt-Peter-Straße 21 (Standort) | Pfarrhof, Nebengebäude                        | Mit Fachwerk | D-6-78-192-7   | weitere Bilder |
| Sankt-Peter-Straße 21 (Standort) | Pfarrhof, Hoftor                              | 1861 | D-6-78-192-7   | weitere Bilder |
| Sankt-Peter-Straße 23 (Standort) | Katholische Pfarrkirche St. Petri Kettenfeier | Saalbau mit eingezogenem Polygonalchor, Turm 1611, Langhaus 1807–08 von Anton Wüst; mit Ausstattung | D-6-78-192-6   | weitere Bilder |
| Schweinfurter Weg (Standort)     | Kreuzschlepper                                | Blockartiger Tischsockel mit rundem Schaft auf Postament und Freifigur, bez. 1730 | D-6-78-192-99  | BW             |
| Sportplatzstraße (Standort)      | Bildstock                                     | Monolith mit vierseitigem Aufsatz, Kreuzigungsrelief und Stifterfiguren, bez. 1619 | D-6-78-192-98  | weitere Bilder |
| Waldstraße 3 (Standort)          | Bildstock                                     | Gefaster Pfeiler, Aufsatz mit Relief der Kreuzigungsgruppe, Wappen des Fürstbischofs Friedrich von Wirsberg, bezeichnet „1572“ | D-6-78-192-10  | weitere Bilder |
| ()                               | Wegkreuz                                      | Kruzifix auf Sockel, spätes 18. Jahrhundert nicht nachqualifiziert, im Bayerischen Denkmal-Atlas nicht kartiert | D-6-78-192-12  |                |

### Burghausen
| Lage                                                    | Objekt                                                 | Beschreibung | Akten-Nr.     | Bild           |
| ------------------------------------------------------- | ------------------------------------------------------ | --- | ------------- | -------------- |
| Am Wengert 2 (Standort)                                 | Reliefplatte                                           | Darstellung der heiligen Margaretha auf einem Drachen stehend, bezeichnet „1747“ | D-6-78-192-14 | BW             |
| Dorfstraße; an der Straße nach Wülfershausen (Standort) | Kreuzschlepper                                         | Gemauerter Sockel mit Inschriftenmedaillon, runder Schaft mit Freifigur, bezeichnet „1752“ | D-6-78-192-24 | weitere Bilder |
| Dorfstraße 3 (Standort)                                 | Pfarrhof, Pfarrhaus                                    | Zweigeschossiger traufständiger unverputzter Natursteinbau mit Satteldachbau und Staffelgiebeln, zweite Hälfte 19. Jahrhundert                                                                | D-6-78-192-15 | weitere Bilder |
| Dorfstraße 3 (Standort)                                 | Pfarrhof, Nebengebäude                                 | | D-6-78-192-15 | weitere Bilder |
| Dorfstraße 3 (Standort)                                 | Pfarrhof, Nepomuk-Figur                                | Zweite Hälfte 18. Jahrhundert, über der Pforte | D-6-78-192-15 | BW             |
| Dorfstraße 6 (Standort)                                 | Bildstock                                              | Sockel, gefaster Vierkantpfeiler mit Wappen des Fürstbischofs Julius Echter von Mespelbrunn, Aufsatz mit Kreuzigung mit Assistenzfiguren, Pietà, Stifterfamilie und Petrus, bezeichnet „1599“ | D-6-78-192-17 | weitere Bilder |
| Dorfstraße 7 (Standort)                                 | Katholische Pfarrkirche Mariae Geburt und St. Valentin | Chorturmkirche, Turm 1584, Langhaus 1779 erneuert; mit Ausstattung | D-6-78-192-13 | weitere Bilder |
| Dorfstraße 7, vor der Kirche (Standort)                 | Pietà                                                  | Spätbarock | D-6-78-192-13 | weitere Bilder |
| Dorfstraße 11 (Standort)                                | Hoftor                                                 | Holzkonstruktion mit Sandsteinradabweisern, klassizistisch, 1823 | D-6-78-192-19 | BW             |
| Dorfstraße 19 (Standort)                                | Fußgängerpforte                                        | Profilierte Sandsteingewände, bezeichnet „1672“; Reste des Hoftores erhalten | D-6-78-192-20 | weitere Bilder |
| Dorfstraße 21 (Standort)                                | Ehemaliger Gasthof                                     | Zweigeschossiger giebelständiger Fachwerkbau mit Satteldach, bezeichnet „1668“ und „1690“ | D-6-78-192-91 | weitere Bilder |
| Dorfstraße 21 (Standort)                                | Ehemaliger Gasthof, Fachwerkscheune                    | Bezeichnet „1689“ | D-6-78-192-91 | weitere Bilder |
| Dorfstraße 27 (Standort)                                | Prozessionsaltar                                       | Tischsockel mit Baldachinretabel, Reliefdarstellung der Monstranz, Putti und Voluten, bezeichnet „1742“                                                                                       | D-6-78-192-22 | BW             |
| Dorfstraße 30 (Standort)                                | Wappenstein                                            | Mit Inschrift und bezeichnet „1586“ | D-6-78-192-21 | weitere Bilder |
| Hahnengasse (Standort)                                  | Prozessionsaltar                                       | Tischsockel mit von vier Säulchen getragener Kreuztonne, Retabel mit Kreuzigungsdarstellung, zweite Hälfte 18. Jahrhundert                                                                    | D-6-78-192-23 | BW             |
| Kaistener Weg; Schwebenrieder Weg (Standort)            | Gedenkstein                                            | Doppelt gestufter Sockel, Inschriftenstein und Aufsatz mit Inschrift und Voluten, Abschluss durch Kreuzrelief und flachen Karniesbogen, bezeichnet „1901“                                     | D-6-78-192-25 | BW             |
| Nähe Dorfstraße (Standort)                              | Tabernakelbildstock                                    | Tischsockel mit Baldachinaufsatz, Relief der fünf Wunden Christi und zwei Putti, Bekrönungskreuz, 1742                                                                                        | D-6-78-192-16 | BW             |
| Nähe Dorfstraße (Standort)                              | Tabernakelbildstock                                    | Tischsockel mit Baldachinaufsatz, Retabel mit Darstellung des letzten Abendmahls, 1742 | D-6-78-192-18 | weitere Bilder |

### Greßthal
| Lage                                                                   | Objekt                                   | Beschreibung | Akten-Nr.      | Bild           |
| ---------------------------------------------------------------------- | ---------------------------------------- | --- | -------------- | -------------- |
| Am Geißberg (Standort)                                                 | Mariensäule                              | Neugotisch, zweite Hälfte 19. Jahrhundert | D-6-78-192-28  | weitere Bilder |
| Am Geißberg (Standort)                                                 | Prozessionsaltar                         | Tischsockel mit von vier Säulchen getragenem Baldachin, Kreuztonne mit Rundbögen, Retabel mit Darstellung der Dornenkrönung, bezeichnet „1759“, Inschrift: „Jesus / Der für uns mit / Dornen gekörnt / worden ist / 1759“                                                                                              | D-6-78-192-29  | weitere Bilder |
| Am Geißberg (Standort)                                                 | Tabernakelbildstock                      | Tischsockel, Aufsatz mit Relief der Kreuzigung mit Assistenzfiguren und vier Heiligen, bezeichnet „1754“, Inschrift: „Gott und seinen / Heilig zu Ehren stifte / te diese Bildnuß der Ehrsame / Nicolaus Schulz u Margaretha / seine ehelige Hausfrau und zu / Gedächtnuß seiner zwey Söhn / seelig Johann Edmund ...“ | D-6-78-192-27  | weitere Bilder |
| Talstraße (Standort)                                                   | Altarbildstock                           | Tischsockel mit Retabel, Reliefdarstellung der Kreuzigung Christi mit Assistenz- und Stifterfiguren, bezeichnet „1626“, Inschrift Aufsatz: „Balthasar Vogel / Anno 1626, Inschrift Sockel: Gelobt sey / Jesus Christus“                                                                                                | D-6-78-192-38  | weitere Bilder |
| Eichtalstraße 1, in die Hofwand eingemauert (Standort)                 | Bildstockkopf                            | Rundbogiger Aufsatz mit Relief der Kreuzigung Christi mit Assistenzfiguren | D-6-78-192-30  | Bildstockkopf  |
| Kapellenweg; Straße nach Schwemmelsbach (Standort)                     | Prozessionsaltar                         | Tischsockel mit von vier Säulchen getragener Kreuztonne mit Bekrönungskreuz, Retabel mit Reliefdarstellung der Monstranz, bezeichnet „1736“, Inschrift: „Gelobt und gebenedeyt / Sey das ehrwürdige Sakrament / des Altars / 1736“                                                                                     | D-6-78-192-42  | weitere Bilder |
| Kirchstraße 6 (Standort)                                               | Katholische Pfarrkirche St. Bartholomäus | Saalbau mit Chorturm, 17./18. Jahrhundert, Langhaus 1933; mit Ausstattung | D-6-78-192-26  | weitere Bilder |
| Kirchstraße 6, in Mauer eingelassen (Standort)                         | Bildstockkopf                            | | D-6-78-192-26  | BW             |
| Kirchstraße 8 (Standort)                                               | Prozessionsaltar                         | Tischsockel mit von vier Säulchen getragener Kreuztonne, Retabel mit Relief der Monstranz, bezeichnet „1837“, Inschrift: „Zur Ehre Gottes / errichtet von / Joh. Valentin Weiner als Altnachbar / dahier im Jahre 1837 / unter dem Pfarrer Franz Carl / Kümmeth“                                                       | D-6-78-192-31  | weitere Bilder |
| Kreisstraße SW 9; Ecke Karl-Rupert-Straße (Standort)                   | Bildstock                                | Reliefs mit Kreuzigung und Stiftern, bezeichnet „1623“ | D-6-78-192-97  | weitere Bilder |
| Lindenweg 2 (Standort)                                                 | Fachwerkgiebelhaus                       | Zweigeschossiger giebelständiger Satteldachbau, 18. Jahrhundert | D-6-78-192-32  | weitere Bilder |
| Nähe Obbacher Straße (Standort)                                        | Tabernakelbildstock                      | Tischsockel mit reich verziertem Aufsatz, Retabel mit Blutwunder von Walldürn, bezeichnet „1773“ | D-6-78-192-44  | weitere Bilder |
| Nähe Pfarrberg; Pfarrberg 7 beim Friedhof (Standort)                   | Prozessionsaltar                         | Tischsockel mit von vier Säulchen getragener Kreuztonne und Bekrönungskreuz, Retabel mit Kreuzigungsdarstellung, bezeichnet „1773“, Inschrift: „Gott / zu Ehren hat diese / Bildnüß gestiefftet / der Ehrsame Johanes / Schultz u. Margarethe / seine Ehliche Hausfrau / 1773“                                         | D-6-78-192-40  | weitere Bilder |
| Pfarrberg 2 (Standort)                                                 | Gasthof Schwarzer Adler                  | Zweigeschossiger Satteldachbau mit Fachwerkobergeschoss, in Ecklage, Mitte 19. Jahrhundert | D-6-78-192-34  | weitere Bilder |
| Pfarrberg 3 (Standort)                                                 | Bauernhaus                               | Zweigeschossiger traufständiger Satteldachbau mit Toreinfahrt und Fachwerkobergeschoss, bezeichnet „1841“ | D-6-78-192-35  | weitere Bilder |
| Pfarrberg 3 (Standort)                                                 | Nebengebäude                             | L-förmig | D-6-78-192-35  | BW             |
| Pfarrberg 6 (Standort)                                                 | Pfarrhof, Pfarrhaus                      | Zweigeschossiger traufständiger Halbwalmdachbau mit Fachwerkobergeschoss, auf Wappenrelief bezeichnet „1596“, barockisiert 1731 | D-6-78-192-36  | weitere Bilder |
| Pfarrberg 6 (Standort)                                                 | Pfarrhof, Scheune                        | Satteldachbau mit Fachwerkgiebel | D-6-78-192-36  | weitere Bilder |
| Pfarrberg 6 (Standort)                                                 | Pfarrhof, Nebengebäude                   | Kleiner Satteldachbau mit Fachwerkobergeschoss, 18. Jahrhundert | D-6-78-192-36  | weitere Bilder |
| Rhönstraße 6 (Standort)                                                | Kreuzigungsgruppe                        | Freifiguren auf schmalen Sockeln, bezeichnet „1774“ | D-6-78-192-39  | weitere Bilder |
| Pfarrberg; Staatsstraße 2293; an der Straße nach Hammelburg (Standort) | Bildstock                                | Runder Schaft mit rundbogigem Aufsatz, Relief der Kreuzigung, rückwärtige Stifterfiguren, bezeichnet „1626“ | D-6-78-192-41  | weitere Bilder |
| St 2293 (Standort)                                                     | Lourdesgrotte                            | Tuffsteingrotte mit Marienfigur, spätes 19. Jahrhundert | D-6-78-192-141 | BW             |
| Talstraße 16 (Standort)                                                | Wohnhaus                                 | Zweigeschossiger giebelständiger Satteldachbau auf schmalem Grundriss, mit Fachwerkobergeschoss, 18. Jahrhundert | D-6-78-192-37  | weitere Bilder |

### Kaisten
| Lage                                                        | Objekt                               | Beschreibung | Akten-Nr.     | Bild             |
| ----------------------------------------------------------- | ------------------------------------ | --- | ------------- | ---------------- |
| Am Kirchberg; Vasbühler Straße 3 (Standort)                 | Katholische Kuratiekirche St. Vitus  | Saalbau mit seitlich angefügtem Turm, Turm spätgotisch und um 1600, Langhaus 1770; mit Ausstattung                                                        | D-6-78-192-45 | weitere Bilder   |
| Am Kirchberg; Vasbühler Straße 3, vor der Kirche (Standort) | Tabernakelbildstock                  | 1729 | D-6-78-192-45 | weitere Bilder   |
| Am Vasbühler Weg (Standort)                                 | Bildstock                            | Gefaster Schaft (erneuert) mit vierseitigem Aufsatz mit Kielbögen, Kreuzigung, 1670/72                                                                    | D-6-78-192-49 | BW               |
| Hasenäcker; am Weg zum Friedhof (Standort)                  | Wegkreuz                             | Um 1800 | D-6-78-192-51 | Wegkreuz         |
| Kreisstraße SW 35; Straße nach Schwebenried (Standort)      | Bildstock                            | Sockel mit rundem Schaft und zweiseitigem Aufsatz mit Bekrönungskreuz, Kreuzigung, rückwärtige Inschrift, bezeichnet „1680“                               | D-6-78-192-50 | weitere Bilder   |
| Nähe Erwin-Ammann-Straße (Standort)                         | Prozessionsaltar                     | Sockel mit rundbogigem Aufsatz auf vier Säulchen, Retabelrelief mit Heiliger Dreifaltigkeit und Heiliger Familie, figürliche Bekrönung, bezeichnet „1741“ | D-6-78-192-47 | Prozessionsaltar |
| Weinberg (Standort)                                         | Friedhofskreuz                       | Um 1900 | D-6-78-192-92 | weitere Bilder   |
| Weinberg (Standort)                                         | Friedhofsmauer mit Kreuzwegstationen | Sandsteinnischen mit gefassten Terrakottareliefs, um 1900                                                                                                 | D-6-78-192-92 | weitere Bilder   |

### Rütschenhausen
| Lage                                   | Objekt                                 | Beschreibung | Akten-Nr.     | Bild           |
| -------------------------------------- | -------------------------------------- | --- | ------------- | -------------- |
| Am Trieb (Standort)                    | Bildstock                              | Monolith mit vierseitigem Aufsatz, Kreuzigungsrelief, bezeichnet 1607, Petrusfigur mit Schlüssel an der linken Schmalseite, Andreasfigur mit Andreaskreuz an der rechten Schmalseite | D-6-78-192-55 | weitere Bilder |
| Am Trieb (Standort)                    | Tabernakelbildstock                    | Würfelsockel mit von Säulchen getragenem Aufsatz, 1848 | D-6-78-192-54 | weitere Bilder |
| Am Trieb 15, im Garten (Standort)      | Kreuzschlepper                         | Bezeichnet wohl „1738“ | D-6-78-192-93 | weitere Bilder |
| Maria-von-der-Tann-Straße 6 (Standort) | Katholische Filialkirche Mariae Geburt | Chorturmkirche, Turm 1598, Langhaus 1659, 1712 und 1744 verändert; mit Ausstattung                                                                                                   | D-6-78-192-53 | weitere Bilder |
| Zum Schnellert; im Friedhof (Standort) | Friedhofskreuz                         | 1852 | D-6-78-192-56 | weitere Bilder |

### Schwemmelsbach
| Lage                                                               | Objekt                                             | Beschreibung | Akten-Nr.     | Bild           |
| ------------------------------------------------------------------ | -------------------------------------------------- | --- | ------------- | -------------- |
| An der Hauptstraße; Ortsausgang nach Wülfershausen (Standort)      | Prozessionsaltar                                   | Von vier Säulchen getragene Kreuztonne mit Rundbögen, Retabel mit Taufe Christi, figürliche Bekrönung Heiliger Lukas, 1728 | D-6-78-192-67 | weitere Bilder |
| An der Hauptstraße 3 (Standort)                                    | Bildstock                                          | Gefaster Schaft (erneuert), vierseitiger Aufsatz mit Kielbögen, Kreuzigung, Julius-Echter-Wappen, bezeichnet „1599“        | D-6-78-192-65 | weitere Bilder |
| An der Hauptstraße 5 a; An der Hauptstraße (Standort)              | Katholische Kuratiekirche St. Cyriakus             | Saalkirche mit eingezogenem Polygonchor, Turm um 1600, Langhaus 1738; mit Ausstattung                                      | D-6-78-192-57 | weitere Bilder |
| An der Hauptstraße 5 a; An der Hauptstraße (Standort)              | Katholische Kuratiekirche St. Cyriakus, Freitreppe | | D-6-78-192-57 | weitere Bilder |
| An der Hauptstraße 5 a; An der Hauptstraße; im Friedhof (Standort) | Kreuzigungsgruppe                                  | 1812 | D-6-78-192-57 | weitere Bilder |
| An der Hauptstraße 5 a; An der Hauptstraße; im Friedhof (Standort) | Kreuzwegstationen                                  | 19. Jahrhundert; unterhalb der Kirche: Kruzifix, 1715                                                                      | D-6-78-192-57 | weitere Bilder |

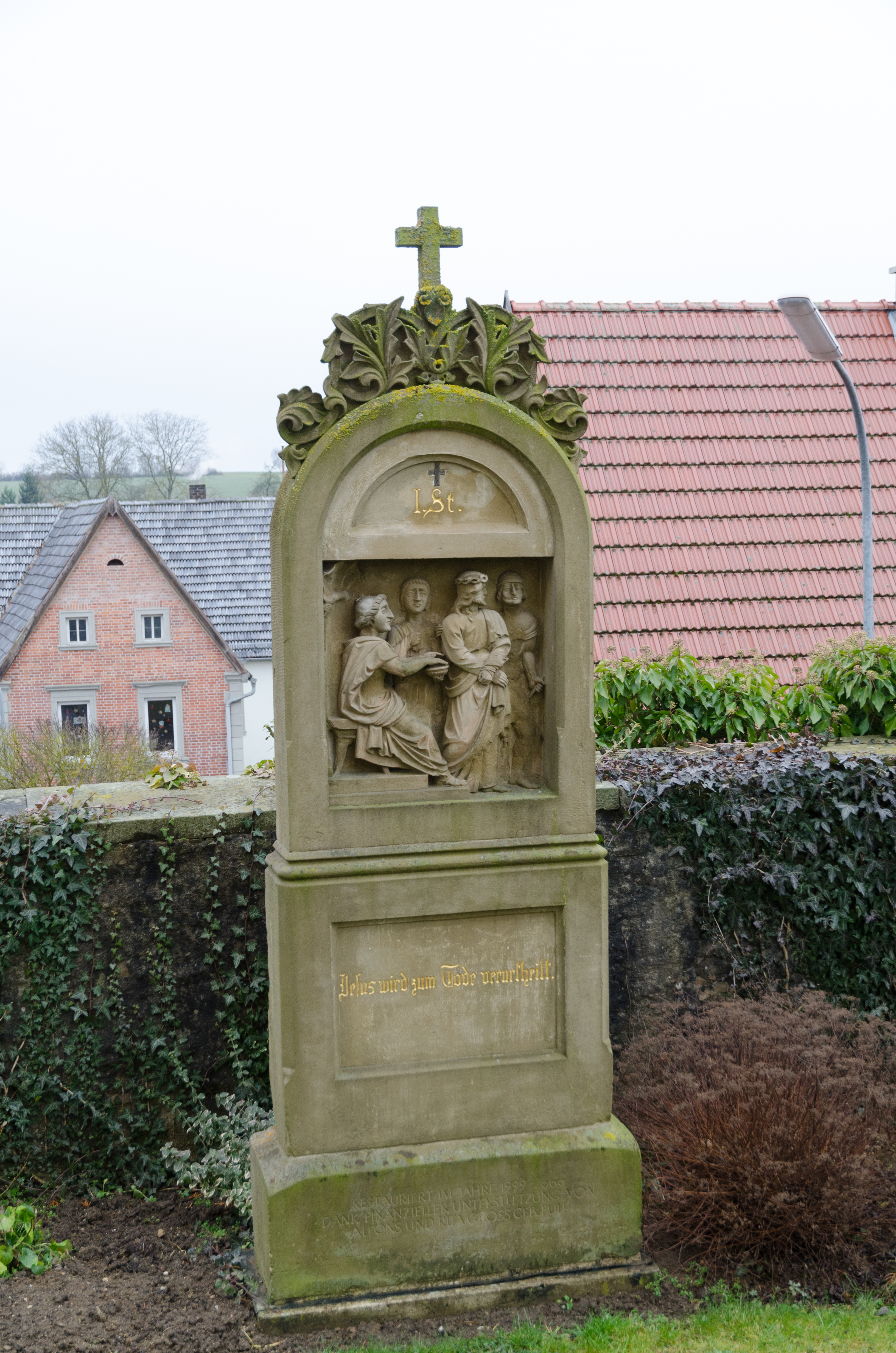
1. Station
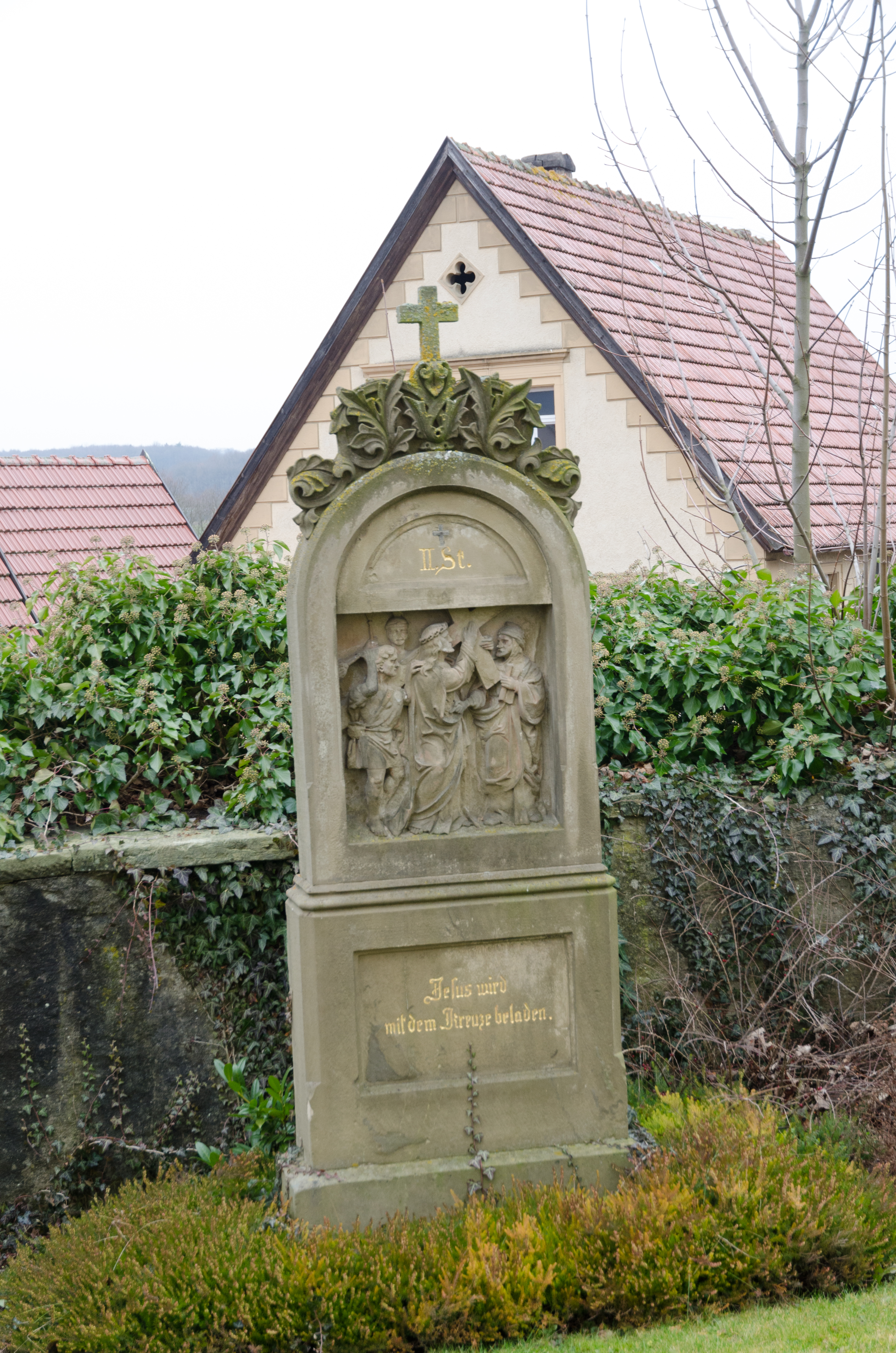
2. Station
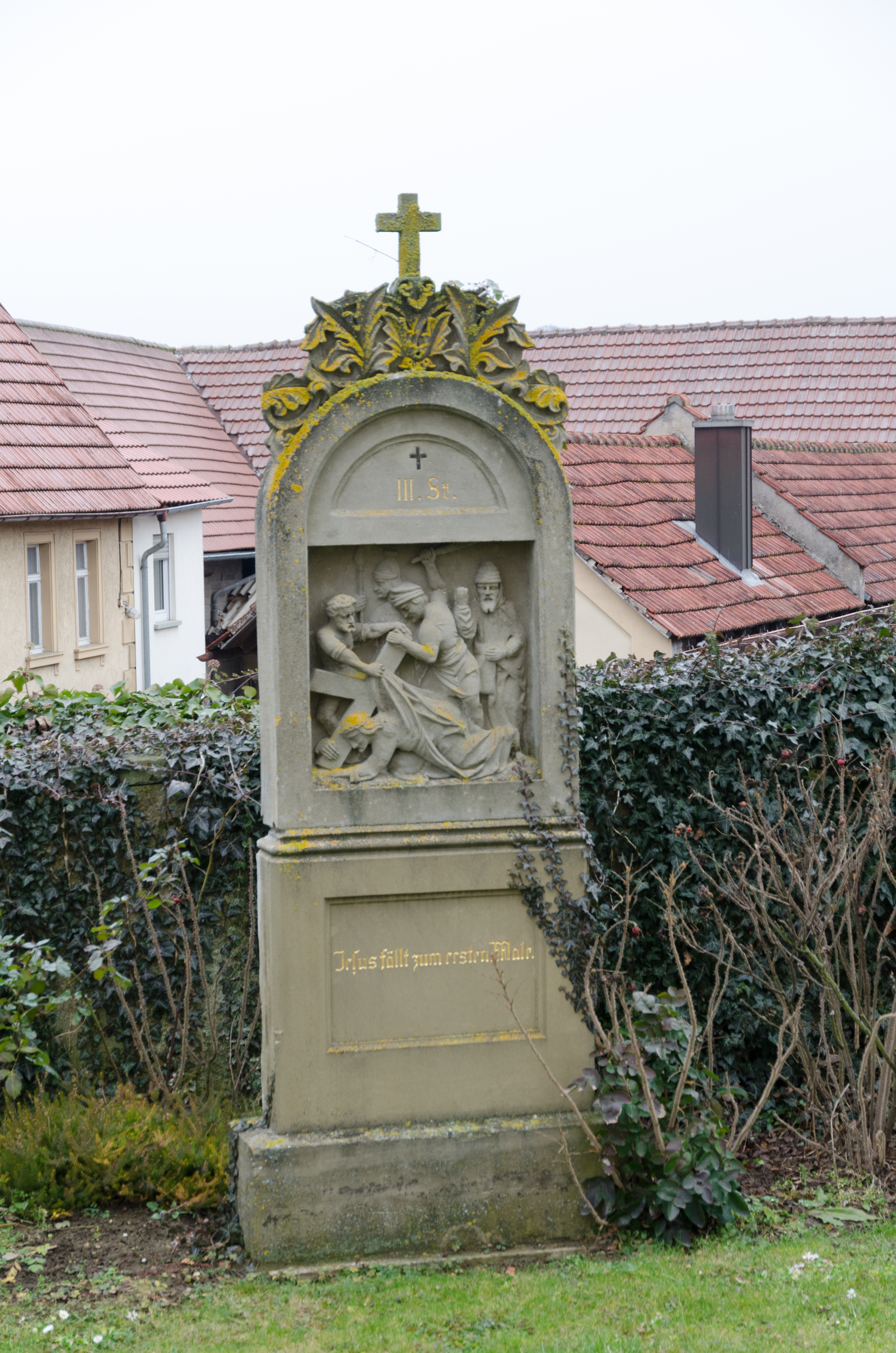
3. Station
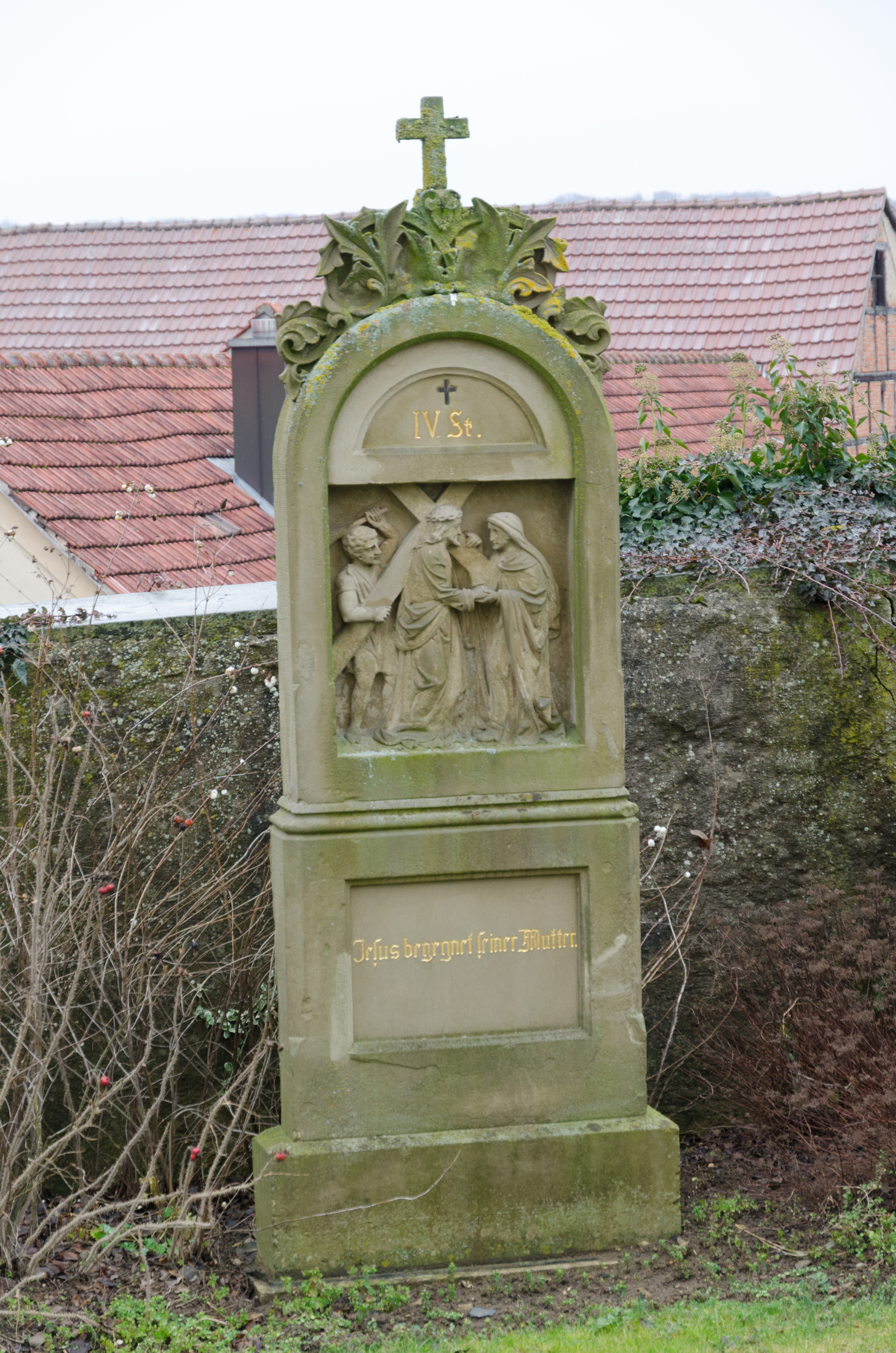
4. Station
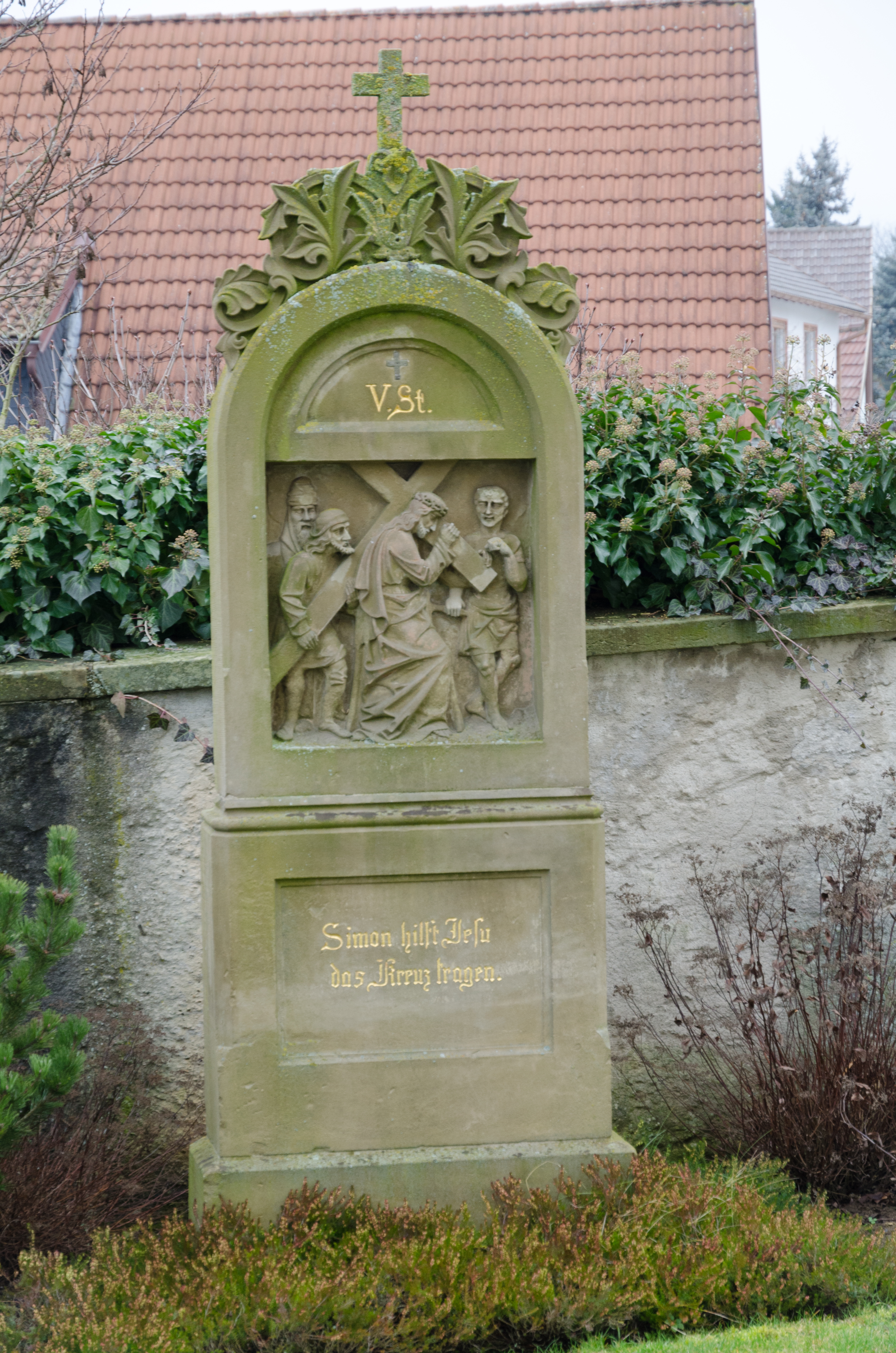
5. Station
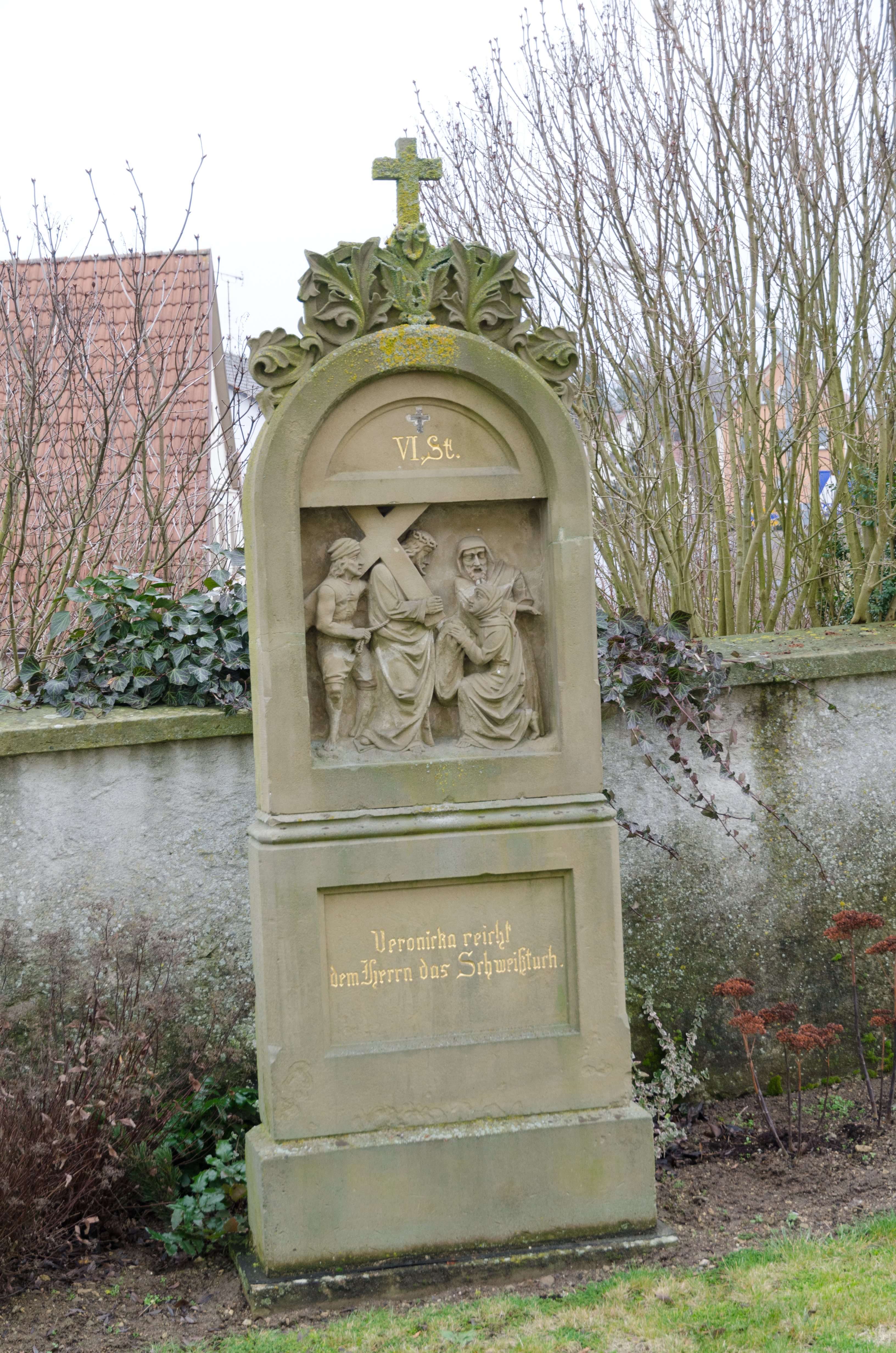
6. Station
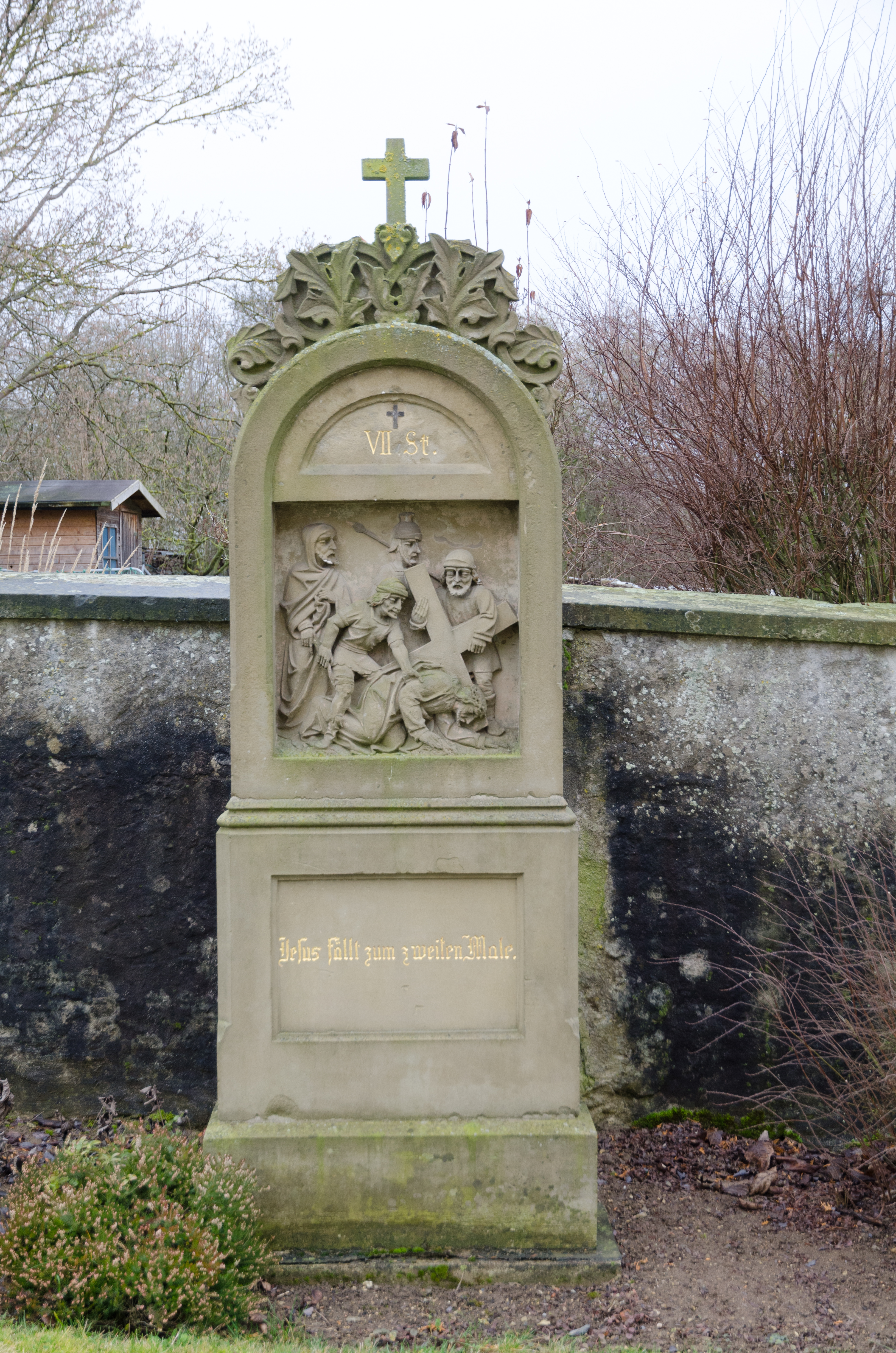
7. Station
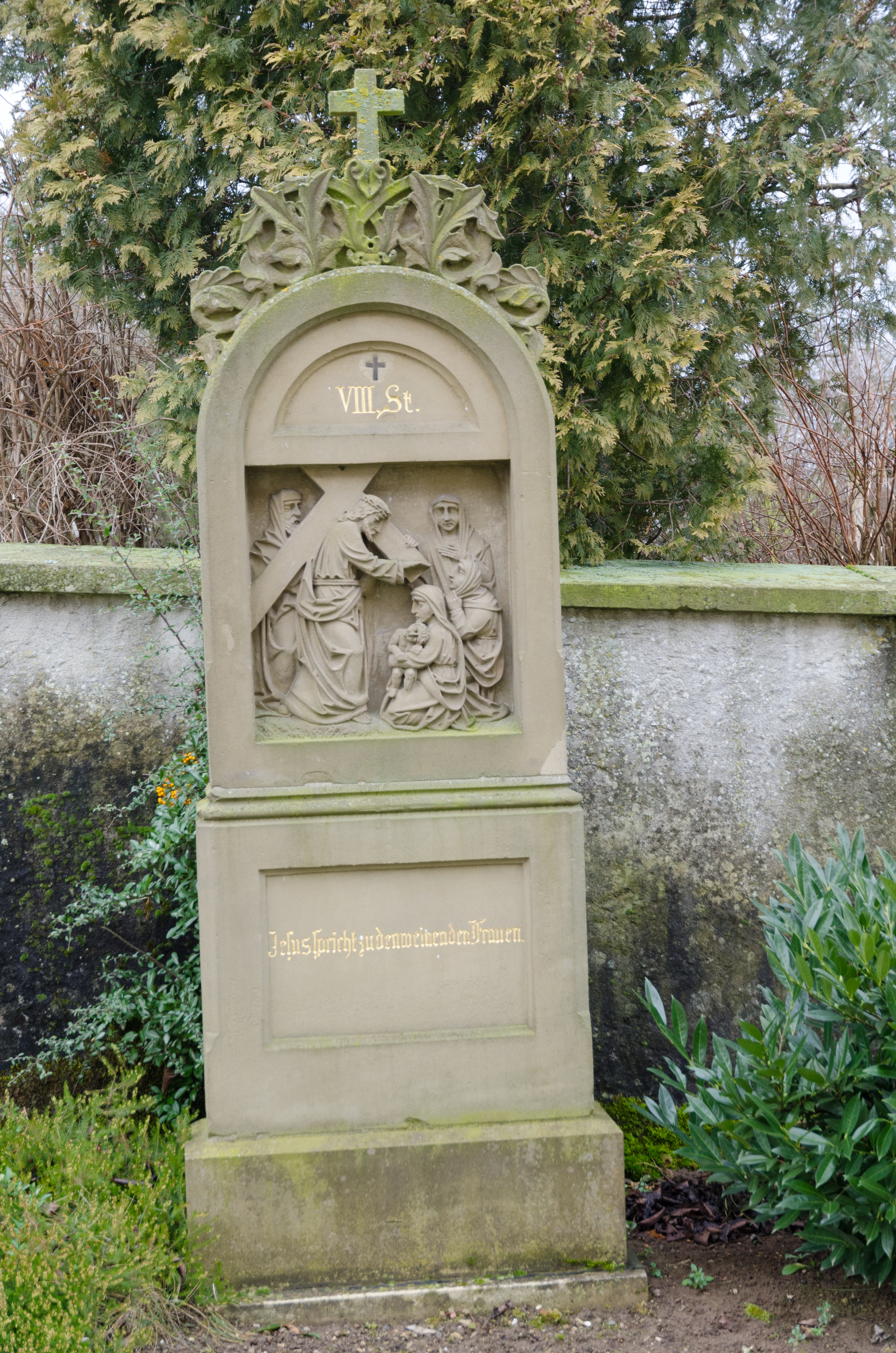
8. Station
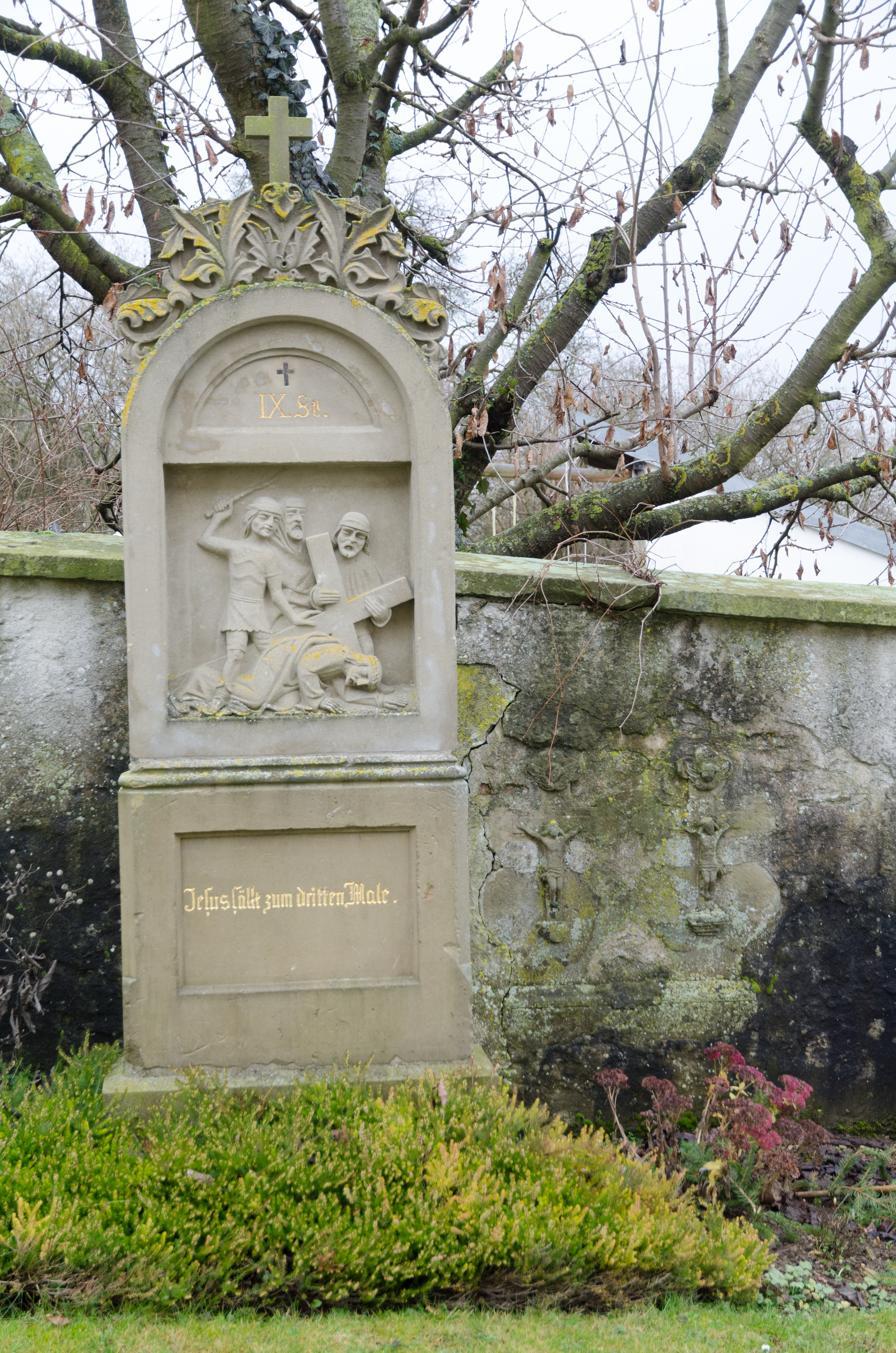
9. Station
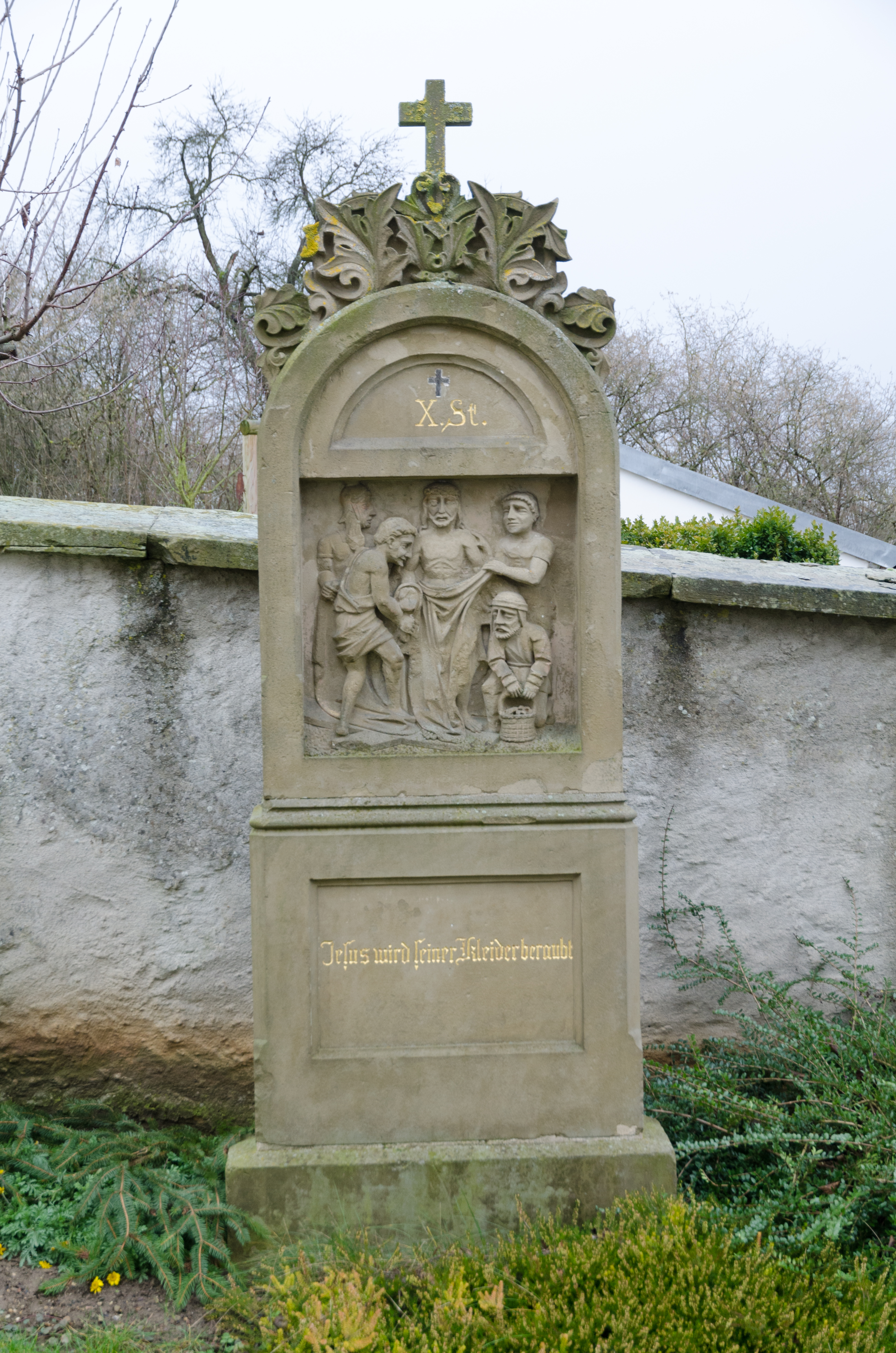
10. Station
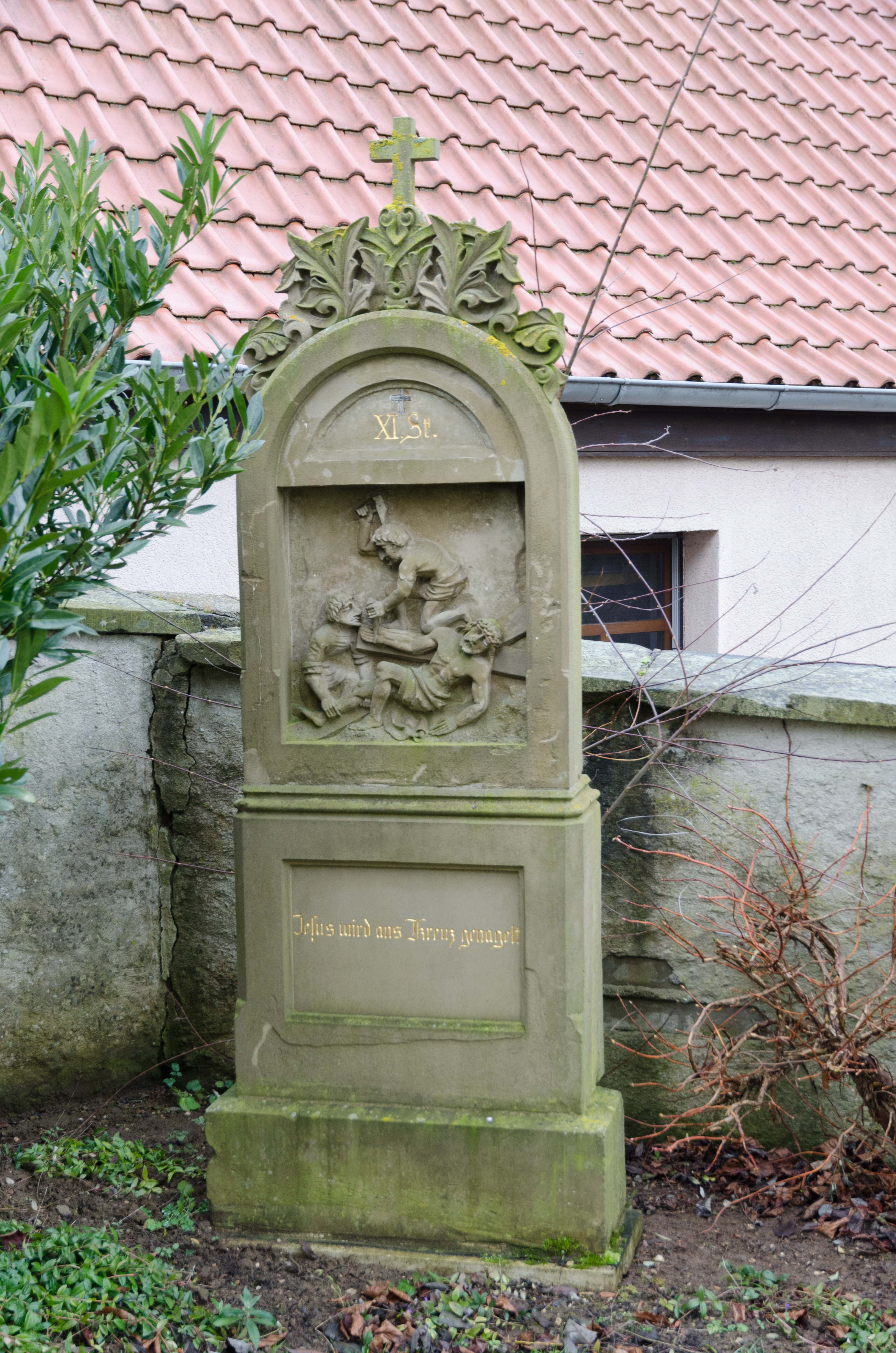
11. Station
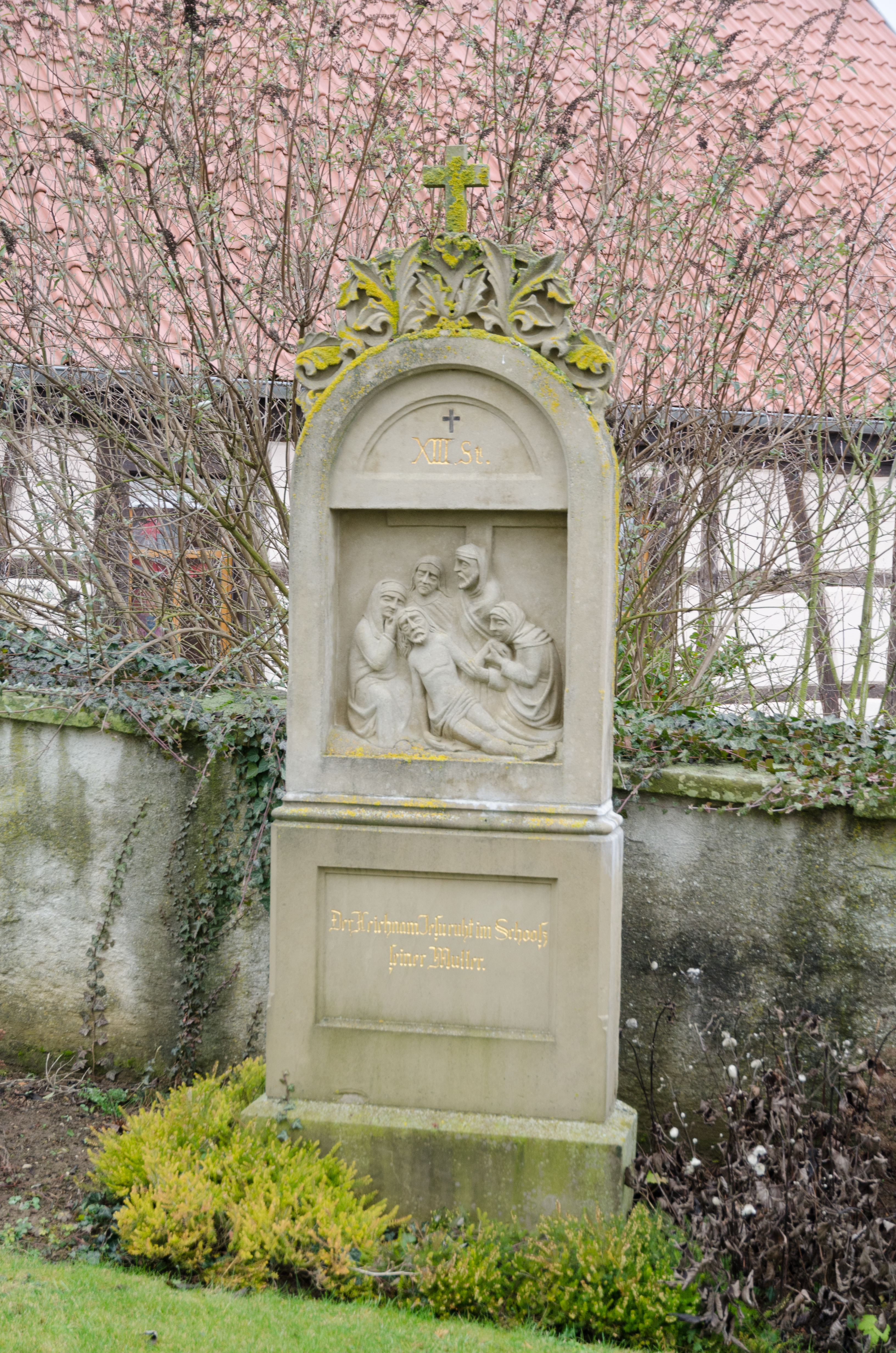
13. Station
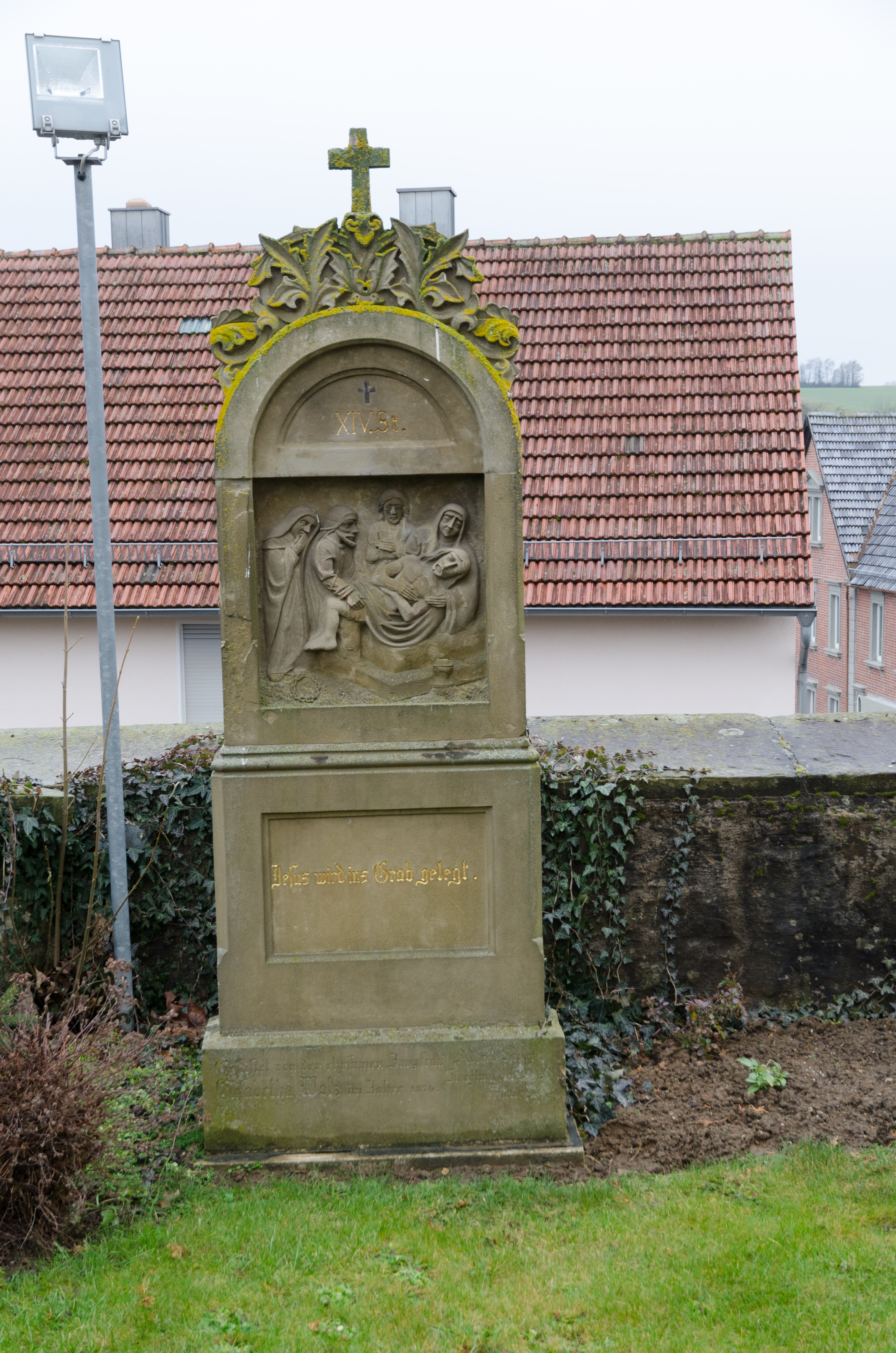
14. Station

| Lage                                                                        | Objekt           | Beschreibung | Akten-Nr.      | Bild           |
| --------------------------------------------------------------------------- | ---------------- | --- | -------------- | -------------- |
| An der Hauptstraße 5 a; An der Hauptstraße; unterhalb der Kirche (Standort) | Kruzifix         | 1715 | D-6-78-192-57  | weitere Bilder |
| An der Hauptstraße 10 (Standort)                                            | Fußgängerpforte  | Mit Festons, Sandstein, 18. Jahrhundert | D-6-78-192-58  | weitere Bilder |
| An der Hauptstraße 10; in der Hofmauer (Standort)                           | Bildstockkopf    | Mit Kreuzigungsszene, 1541 | D-6-78-192-58  | weitere Bilder |
| An der Hauptstraße 16 (Standort)                                            | Hoftor           | Fußgängerpforte mit Kugelaufsätzen und Pietà, bezeichnet „1703“ | D-6-78-192-59  | weitere Bilder |
| Au (Standort)                                                               | Kreuzschlepper   | Um 1800 | D-6-78-192-94  | BW             |
| Goldgasse (Standort)                                                        | Prozessionsaltar | Von vier Säulchen getragene Kreuztonne mit Rundbögen, Retabel und figürliche Bekrönung Hl. Markus, bez. 1736                                                                | D-6-78-192-100 | weitere Bilder |
| Goldgasse 5 (Standort)                                                      | Prozessionsaltar | Von vier Säulchen getragene Kreuztonne mit Rundbögen auf Würfelsockel, Retabel Kreuzigungsrelief, figürliche Bekrönung Heiliger Matthäus, bezeichnet „1728“                 | D-6-78-192-61  | weitere Bilder |
| Goldgasse 9 (Standort)                                                      | Kreuzschlepper   | 18. Jahrhundert | D-6-78-192-62  | weitere Bilder |
| Grombühl (Standort)                                                         | Prozessionsaltar | Von vier Säulchen getragener Kreuztonne mit Rundbögen auf Würfelsockel, Retabel mit Relief der Arma Christi, figürliche Bekrönung Heiliger Johannes, bezeichnet „1729“      | D-6-78-192-63  | weitere Bilder |
| Hammelburger Weg (Standort)                                                 | Bildstock        | Runder Schaft auf Sockel mit Reliefaufsatz mit Dreipassgiebel, Vorderseite Stifterfamilie unter Kruzifix, Rückseite Stifterfamilie unter auferstandenem Christus, bez. 1626 | D-6-78-192-140 | BW             |
| Kräuter; Straße nach Greßthal (Standort)                                    | Kreuzschlepper   | Freifigur auf rundem Schaft, Sockel bezeichnet „1755“ | D-6-78-192-66  | weitere Bilder |
| Raiffeisenstraße 1 (Standort)                                               | Bildstock        | Runder Schaft mit rechteckigem Aufsatz und Bekrönungskreuz, Kreuzigungsdarstellung mit Stifterfiguren, bezeichnet „1622“                                                    | D-6-78-192-64  | weitere Bilder |
| Staatsstraße 2433; Straße nach Wülfershausen (Standort)                     | Wegkreuz         | Sockel mit neugotischem Zierrat, Kruzifix, bezeichnet „1872“ | D-6-78-192-68  | weitere Bilder |

### Wülfershausen
| Lage                                                                                       | Objekt                                            | Beschreibung | Akten-Nr.      | Bild           |
| ------------------------------------------------------------------------------------------ | ------------------------------------------------- | --- | -------------- | -------------- |
| Straße nach Burghausen ()                                                                  | Altarbildstock                                    | Mitte 18. Jahrhundert nicht nachqualifiziert, im Bayerischen Denkmal-Atlas nicht kartiert                                                           | D-6-78-192-83  |                |
| Am Sonnenhang (Standort)                                                                   | Prozessionsaltar                                  | Tischsockel mit von vier Säulchen getragener Kreuztonne, Retabel mit Kreuzigung, Bekrönungsfigur heiliger Johannes, bezeichnet „1701“               | D-6-78-192-78  | weitere Bilder |
| Hummelberg (Standort)                                                                      | Bildstock                                         | Gegeißelter Christus, 18./19. Jahrhundert | D-6-78-192-82  | BW             |
| Krautäcker (Standort)                                                                      | Altarbildstock                                    | Tischsockel mit Inschriftenkartusche, Retabelaufsatz mit Darstellung der Erscheinung der Vierzehn Nothelfer, bezeichnet „1754“                      | D-6-78-192-85  | weitere Bilder |
| Krautäcker; Nähe Sankt-Kilian-Straße; am Ortsrand an der Straße nach Burghausen (Standort) | Bildstock                                         | Monolith mit vierseitigem Aufsatz mit Kielbögen, Julius-Echter-Wappen am Schaft, bezeichnet „1610“                                                  | D-6-78-192-84  | BW             |
| Nähe Kreuzbergstraße (Standort)                                                            | Bildstock                                         | Sockel mit kreuzähnlichem Aufsatz mit stilisiertem Kranz und Inschriften zu Opfern von Tieffliegern, Sandstein, 1946/47                             | D-6-78-192-139 | BW             |
| Kreuzbergstraße (Standort)                                                                 | Prozessionsaltar                                  | Tischsockel mit von vier Säulchen getragener Kreuztonne, Bekrönungsfigur heiliger Lukas, 1703                                                       | D-6-78-192-80  | weitere Bilder |
| Kreuzbergstraße 3 (Standort)                                                               | Fußgängerpforte                                   | 18. Jahrhundert | D-6-78-192-70  | weitere Bilder |
| Kreuzbergstraße 5 (Standort)                                                               | Bauernhof, Wohnhaus                               | Zweigeschossiger giebelständiger Halbwalmdachbau mit Fachwerkobergeschoss, Hoftor mit Rundbogen und überbauter Fußgängerpforte, bezeichnet „1825“   | D-6-78-192-71  | weitere Bilder |
| Langendorfer Straße 4 (Standort)                                                           | Prozessionsaltar                                  | Tischsockel mit von vier Säulchen getragener Kreuztonne, Bekrönungsfigur heiliger Markus, 1736                                                      | D-6-78-192-79  | weitere Bilder |
| Langer Berg; bei der Kapelle (Standort)                                                    | Wegkreuz                                          | Kruzifix auf Sockel mit Muttergottesfigur am Kreuzesfuß, Sandsteinbrüstung für Gebet, 1714                                                          | D-6-78-192-88  | weitere Bilder |
| Langer Berg; Kreisstraße SW 34; Lehmgrube (Standort)                                       | Kapelle zu Ehren der Vierzehn Nothelfer           | Saalbau, kleiner Massivbau aus unverputzten Sandsteinquadern mit Satteldach, eingezogenem Polygonchor und Dachreiter, neugotisch, 1889              | D-6-78-192-87  | weitere Bilder |
| Langer Berg; Kreisstraße SW 34; Lehmgrube (Standort)                                       | Kreuzwegstationen                                 | Um 1900 | D-6-78-192-87  | weitere Bilder |
| Am Wintertal ()                                                                            | Muttergottesgrotte                                | nicht nachqualifiziert, im Bayerischen Denkmal-Atlas nicht kartiert                                                                                 | D-6-78-192-90  |                |
| Nähe Schwemmelsbacher Straße; im Ort (Standort)                                            | Bildstock                                         | Monolithischer Typ mit vierseitigem Aufsatz und Bekrönungskreuz, Kreuzigungsdarstellung und Seitenfiguren, bezeichnet „1618“                        | D-6-78-192-81  | weitere Bilder |
| Seegasse 1 (Standort)                                                                      | Wohnhaus                                          | Zweigeschossiger giebelständiger Fachwerkbau mit Krüppelwalmdach; Nebengebäude und Hoftor, bezeichnet „1799“ und „1822“                             | D-6-78-192-76  | weitere Bilder |
| Seegasse 4 (Standort)                                                                      | Prozessionsaltar                                  | Tischsockel mit von vier Säulchen getragener Kreuztonne, Retabel mit Kreuzigung und Stifterfiguren, Bekrönungsfigur hl. Matthäus, bezeichnet „1696“ | D-6-78-192-77  | weitere Bilder |
| Seehügel (Standort)                                                                        | Bildstock                                         | Vierkantschaft mit vierseitigem Aufsatz und Bekrönungskreuz, Kreuzigungsdarstellung, bezeichnet „1605“                                              | D-6-78-192-86  | BW             |
| Soll, an der Weggabelung Steinbruch-Sollweg (Standort)                                     | Bildstock                                         | Runder Schaft mit rundbogigem Aufsatz, Relief der Kreuzigungsgruppe, bezeichnet „1713“                                                              | D-6-78-192-96  | BW             |
| Sankt-Kilian-Straße 2 (Standort)                                                           | Katholische Filialkirche St. Kilian und St. Vitus | Chorturmkirche, 1607 über älterem Kern, gotischer Turm, 1782 verlängert; mit Ausstattung                                                            | D-6-78-192-69  | weitere Bilder |
| Sankt-Kilian-Straße 2 (Standort)                                                           | Friedhof                                          | Friedhofsmauer mit Kreuzwegstationen, Sandsteinnischen mit Terrakottareliefs, um 1900                                                               | D-6-78-192-69  | weitere Bilder |
| Sankt-Kilian-Straße 2 (Standort)                                                           | Friedhofskreuz                                    | Um 1900 | D-6-78-192-69  | weitere Bilder |
| Sankt-Kilian-Straße 2 (Standort)                                                           | Ölbergkapelle                                     | Neuromanisch | D-6-78-192-69  | weitere Bilder |
| Sankt-Kilian-Straße 5 (Standort)                                                           | Bauernhof                                         | Zweigeschossiges giebelständiges Fachwerkhaus mit Krüppelwalm, bezeichnet „1783“                                                                    | D-6-78-192-72  | weitere Bilder |
| Sankt-Kilian-Straße 5 (Standort)                                                           | Bauernhof, Scheune und Nebengebäude               | | D-6-78-192-72  | weitere Bilder |
| Sankt-Kilian-Straße 5 (Standort)                                                           | Bauernhof Hoftor mit Fußgängerpforte              | Figurengruppe Heilige Familie, bezeichnet „1787“ | D-6-78-192-72  | weitere Bilder |
| Sankt-Kilian-Straße 11 (Standort)                                                          | Hoftor                                            | Mit heiligem Michael, bezeichnet „1824“ | D-6-78-192-73  | weitere Bilder |
| Sankt-Kilian-Straße 21 (Standort)                                                          | Hoftor                                            | Mit Fußgängerpforte, darauf ein Kreuzschlepper, bezeichnet „1751“                                                                                   | D-6-78-192-74  | weitere Bilder |
| Sankt-Kilian-Straße 23 (Standort)                                                          | Wohnhaus                                          | Zweigeschossiges giebelständiges Fachwerkhaus mit Halbwalmdach, um 1800                                                                             | D-6-78-192-75  | weitere Bilder |

## Ehemalige Baudenkmäler
In diesem Abschnitt sind Objekte aufgeführt, die früher einmal in der Denkmalliste eingetragen waren, jetzt aber nicht mehr. Objekte, die in anderem Zusammenhang also z. B. als Teil eines Baudenkmals weiter eingetragen sind, sollen hier nicht aufgeführt werden. Aktennummern in diesem Abschnitt sind ehemalige, jetzt nicht mehr gültige Aktennummern.

| Lage                                            | Objekt    | Beschreibung                | Akten-Nr.     | Bild |
| ----------------------------------------------- | --------- | --------------------------- | ------------- | ---- |
| Kaisten Am Kreuz; östlich des Dorfes (Standort) | Wegkreuz  | 18. Jahrhundert             | D-6-78-192-48 | BW   |
| Wülfershausen am Sollweg ()                     | Bildstock |                             | D-6-78-192-89 |      |
| Wülfershausen Weggabelung Steinbruch/Sollweg () | Bildstock | Mit Kreuzigungsgruppe, 1813 | D-6-78-192-95 |      |

## Abgegangene Baudenkmäler
In diesem Abschnitt sind Objekte aufgeführt, die früher einmal in der Denkmalliste eingetragen waren, jetzt aber nicht mehr existieren, z. B. weil sie abgebrochen wurden. Aktennummern in diesem Abschnitt sind ehemalige, jetzt nicht mehr gültige Aktennummern.

| Lage                                  | Objekt | Beschreibung        | Akten-Nr.     | Bild |
| ------------------------------------- | ------ | ------------------- | ------------- | ---- |
| Schwemmelsbach Goldgasse 5 (Standort) | Pforte | Mit Kielbogen, 1692 | D-6-78-192-60 | BW   |